# Alcippe brunnea
La fulveta de Gould (Alcippe brunnea) es una especie de ave paseriforme de la familia Pellorneidae propia del este de Asia.

## Distribución y hábitat
Se la encuentra en China y Taiwán. Su hábitat natural son los bosques templados y los bosques húmedos subropicales de zonas bajas.